# (17000) Medvedev
(17000) Medvedev (1999 CV48) – planetoida z pasa głównego asteroid okrążająca Słońce w ciągu 3,27 lat w średniej odległości 2,2 j.a. Odkryta 10 lutego 1999 roku.